# Lijevano željezo
Lijevano željezo ili željezni lijev je legura željeza i ugljika, te nekih drugih legirnih elemenata, gdje je sadržaj ugljika veći od 2,06% (maseni udio). Za razliku od lijevanog željeza, čelik je legura željeza i ugljika, s manje od 2,06 % ugljika, uz prisutne pratioce (silicij, mangan) i nečistoće (fosfor, sumpor i druge) i eventualni dodatak jednog ili više legirnih elemenata. U praksi se pod lijevanim željezom obično podrazumijeva sivi lijev, koji se najviše primjenjuje.
Lijevano željezo dobiva se lijevanjem sirovog željeza u visokim pećima. Sadržaj ugljika je kod lijevanog željeza obično između 2,5 i 3,5%. Struktura lijevanog željeza može biti feritna, feritno–perlitna i perlitna, zbog čega je sivom lijevu čvrstoća u rasponu od 100 N/mm2 za feritnu strukturu, do 400 N/mm2 za perlitnu strukturu, te od 380 do 700 N/mm2 kod žilavog lijeva (nodularni lijev).

## Vrste lijevanog željeza
Ovisno o strukturi lijevano željezo dijeli se na:
- sivi lijev (ugljik je izlučen kao grafit u obliku ljusaka ili lamela). U praksi se pod lijevanim željezom obično podrazumijeva sivi lijev, koji se najviše primjenjuje,
- bijeli lijev ili tvrdi lijev (ugljik je izlučen kao tvrdi cementit, Fe3C),
- kovkasti lijev ili temper lijev se dobiva od bijelog lijeva, čiji odljevci tvrdi i krhki, te se za dobivanje manje tvrdoće, veće žilavosti, kovkosti i bolje obradljivosti, odljevci iz bijelog lijeva moraju podvrgnuti decementacijskom žarenju.
- žilavi lijev ili nodularni lijev (ugljik je izlučen kao grafit u obliku kuglica). Žilavi je lijev legiran i manganom (Mn) poradi dezoksidacije taljevine, te cjepivom na bazi magnezija (Mg), koji osigurava izlučivanje grafita u obliku kuglica, što mu uz povoljnu čvrstoću i tvrdoću daje i zadovoljavajuću žilavost i duktilnost.
- crvićasti lijev ili vermikularni lijev je po sastavu sličan sivom lijevu, uz dodatak magnezija. Prilikom lijevanja izvodi se cijepljenje titanom, zbog čega se grafit izlučuje u obliku crvića i čvorića.

U lijevanom željezu ima osim željeza i ugljika, još i silicija, mangana, fosfora i sumpora. Sastav sivog i bijelog lijeva može se mijenjati u sljedećim granicama: 2,0 – 4,5% C, 0,5 – 3,5% Si, do 1,3% Mn, do 1% P i 0,06 – 0,15% S. Za taj lijev je svojstven visoki postotak ugljika koji se izlučuje kao grafit ili je vezan u cementit (Fe3C).

### Sivi lijev
Sivi lijev je slitina željeza i ugljika, gdje se ugljik izlučuje iz slitine kao grafit, i to za vrijeme skrućivanja ili pri njenom žarenju (temperiranje), pa se time postiže bolja obradivost i veća sposobnost prigušivanja vibracija. Na izlučivanje grafita utječu kemijski sastav, način skrućivanja i obrada legure. Vrlo je važna količina ugljika i silicija u leguri sa željezom. Što je ta količina veća, to se više izlučuje grafita, i veći su grafitni listići. U osnovnoj strukturi grafit je strano tijelo vrlo male vlačne čvrstoće (20 N/mm2) i tvrdoće. Grafitni listići presijecaju osnovni čelični lijev i imaju zarezno djelovanje. Što ima više grafitnih listića i što su oni grublji, to su i mehanička svojstva lijeva lošija (od 120 – 300 N/mm2).

### Bijeli lijev
Bijeli lijev ili tvrdi lijev je lijevano željezo gdje je sav ugljik vezan kao cementit ili željezov karbid (Fe3C). Bijelo skrućivanje lijeva postiže se prikladnim kemijskim sastavom i većom brzinom hlađenja. Bijeli je lijev tvrd i krhak. Dodatkom legirnih elemenata promijeni se mikrostruktura karbida i osnovnog materijala, jer perlit prijeđe u medustrukture i martenzit. Razlikuju se bijeli tvrdi lijev i lijev s tvrdom korom. 

#### Bijeli tvrdi lijev
Bijeli tvrdi lijev ima u čitavom presjeku bijeli prijelom. Ugljik je vezan, odljevci su tvrdi i krhki. Služi za izradu dijelova izloženih trošenju (habanje). Odljevci se ne smiju dinamički opteretiti, a mogu se obrađivati samo brušenjem. U bijelom tvrdom lijevu lako se stvaraju usahline (šupljine od lijevanja). Odljevci od bijelog tvrdog lijeva osobito se primjenjuju u drobilicama, mlinovima, za hidrauličke klipove, za mlinske kugle i slično. Lijeva se u pješćane kalupe i kokile.

#### Lijev s tvrdom korom
Lijev s tvrdom korom je tehnički važniji od bijelog tvrdog lijeva, posebno zato što se u tu grupu ubrajaju i neki ljevovi za valjke. Svojstva lijeva s tvrdom korom ovisna su o kemijskom sastavu i brzini hlađenja. On ima na površini bijeli prijelom, koji prema jezgri polagano prelazi u sivi prijelom. Prijelazi između pojedinih zona ne smiju biti oštri da se tvrda kora zbog pojava napetosti ne odvoji. Radi stvaranja tvrde kore slitina se ulijeva u kokile ili u kalupe s ugrađenim rashladnim pločama na mjestima gdje se traži velika tvrdoća. Ugljik povećava u prvom redu tvrdoću vanjske kore, a smanjuje čvrstoću. Tvrdoća lijeva s velikim sadržajem ugljika iznosi i do 500 HB (tvrdoća po Brinellu). Silicij smanjuje stabilnost cementita i povećava sivo skrućivanje. Mangan olakšava stvaranje cementita i ujedno vezuje štetan sumpor. Dodatkom nikla, kroma i bakra može se utjecati na osnovnu strukturu (na stvaranje martenzita, odnosno sorbita), a time i na svojstva lijeva.

### Kovkasti lijev
Kovkasti lijev ili temper lijev je takva slitina željeza i ugljika koja u sirovom odljevenom obliku ima bijeli prijelom. Naknadnom toplinskom obradom (decementacijskim žarenjem) postiže se raspadanje cementita i izlučivanje grafita (crni kovkasti lijev) ili razugljičenje lijeva (bijeli kovkasti lijev). 
Decementacijskim žarenjem (temperiranjem) dobiva se na žilavosti odljevka. Poboljšanje se naročito primjenjuje za manje predmete složenog oblika, koji moraju imati dobra mehanička svojstva, a bilo bi ih preskupo izrađivati kovanjem, dok bi lijevanje takvih predmeta od čeličnog lijeva bilo otežano. Ako se odljevak žari u oksidacijskoj atmosferi, ugljik oksidira, a prijelom tako obrađenog odljevka je bijel. Odljevak će imati sivi prijelom ako se žari u neutralnoj atmosferi, jer će se grafit izlučivati u obliku sitnih čvorića. Zbog fine i ravnomjerne raspodjele grafita, materijal ima bolja mehanička svojstva nego sivi lijev. Prema svojim svojstvima kovkasti lijev se nalazi između sivog i čeličnog lijeva.

### Žilavi lijev
Žilavi lijev ili nodularni lijev je vrsta lijevanog željeza s kugličastim grafitom. Mehanička svojstva tog lijeva ovise u prvom redu o obliku grafita. Pri kugličastom obliku grafita nema zareznog djelovanja u osnovnoj strukturi lijeva. Žilavi lijev se po svojim mehaničkim svojstvima svrstava između sivog i čeličnog lijeva. Postupak proizvodnje žilavog lijeva se odvija u dva koraka. Prvo se dodaje magnezij (rjeđe cerij ili kalcij) da se slitina dezoksidira, a zatim se dodatkom cjepiva na osnovi silicija ubacuju u slitinu klice kristalizacije, što sprječava bijelo skrućivanje. Zato grafit izlučen u slitini ima kugličasti oblik. Žilavi lijev se dobiva od podeutektičke ili nadeutektičke slitine sastava: 3 – 3,9% C, 1,7 – 2,8% Si, 0,1  - 0,5% Mn, manje od 0,08% P i manje od 0,01% S.

### Crvićasti lijev
Crvićasti lijev ili vermikularni lijev po sastavu je sličan sivom lijevu, uz dodatak magnezija. Prilikom lijevanja izvodi se cijepljenje titanijem, zbog čega se grafit izlučuje u obliku crvića i čvorića. Zbog strukture izlučenog grafita, crvićasti lijev ima svojstva sivog i svojstva žilavog lijeva (nodularnog lijeva). Po odlijevnosti sličan je sivom lijevu, a po mehaničkim svojstvima žilavom lijevu. Dobro podnosi promjene temperatura. Uz to se dobro obrađuje rezanjem, a s obzirom na to da dobro prigušuje vibracije i da ima otpornost na trošenje, crvićasti lijev se često primjenjuje za izradu blokova motora i za izradu glava velikih brodskih motora.